# Perugino
Pietro Perugino, vlastním jménem Pietro di Cristoforo Vannucci (asi 1450, Città della Pieve – 1523, Fontignano), byl italský malíř činný v Perugii, Florencii a Římě na přelomu 15. a 16. století. Jeho dílo je přínosem do vývoje malířství od rané k vrcholné renesanční tvorbě. Ve své době patřil mezi přední umělce, dnes je známý především jako učitel Raffaela Santiho.

## Život a dílo

### Učednická léta
Giorgio Vasari mylně uvádí, že Perugino vyrůstal v chudých poměrech, které ho nutily k pilnému studiu malířství, jež pro něj bylo klíčem k nabytí bohatství. Perugino se narodil do rodiny bohatého perugijského měšťana kolem roku 1450. Vyučil se v dílně neznámého malíře v Perugii, po přestěhování do Florencie mezi lety 1470–1471 se jeho učitelem stal Andrea del Verrocchio. V jeho dílně se mohl seznámit s dalšími umělci, jako byli Leonardo da Vinci či Domenico Ghirlandaio. Dalším učitelem mu zřejmě byl Piero della Francesca, k čemuž sice nejsou zachovány žádné dokumenty, ale jeho vliv je patrný v raných Peruginových dílech. Roku 1472 byl již zapsán ve florentském bratrstvu sv. Lukáše (Compagnia di San Luca) jako samostatný mistr.

### Raná díla
V raných pracích se již vyskytuje architektonický design a figurální styl odpovídající pokročilejším dílům. První monumentální zakázkou byl obraz Klanění králů pro kostel servitů v Colle Landone z roku 1475, ve kterém komponuje krajinu pod vlivem Verrocchia. Jeho dílo charakterizují lokální barvy a zvýšený smysl pro realismus.

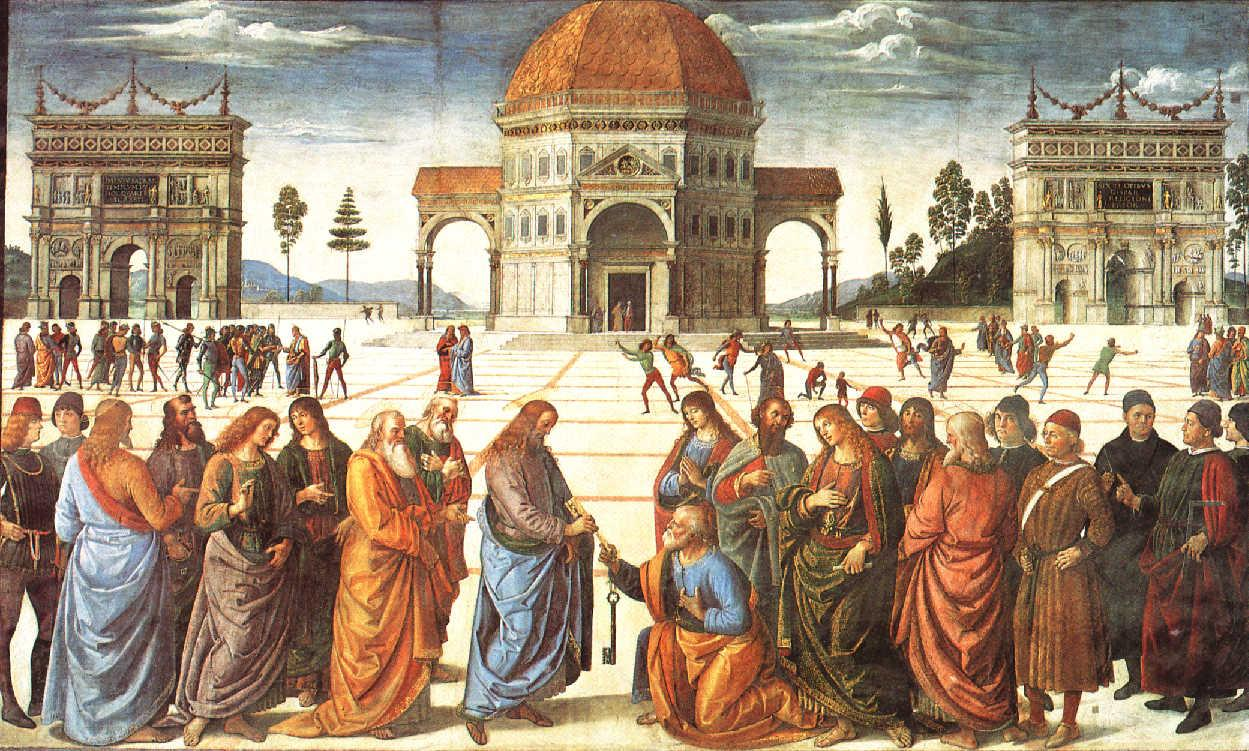
Kristus předává Petrovi klíče

### Řím
Pro papeže Sixta IV. provedl roku 1479 fresku v Cappella della Concezione ve starém chrámu sv. Petra v Římě. Malba Madony s klečícím papežem Sixtem IV. byla zničena při přestavbě chrámu. Papež následně Perugina pověřil prací na dekoraci Sixtinské kaple. Podle Vasariho vytvořil celkové schéma výzdoby Sandro Botticelli, z dochovaných dokumentů je ale zřejmé, že plány i hlavní přínos pochází od Perugina. Provedl zde celkem šest obrazů s náměty Nalezení Mojžíše, Narození Páně, Nanebevzetí Panny Marie, Křest Krista, Mojžíšův návrat do Egypta a Odevzdání klíčů sv. Petrovi. První tři jmenované výjevy později ustoupily fresce Posledního soudu od Michelangela Buonarottiho. Malby byly dokončeny na jaře 1482.

### Florencie
Roku 1482 se zavázal k vyzdobení jedné ze stěn florentského Palazzo Vecchio, od zakázky ale ustoupil a tak byl místo něj vytvořením pověřen Filippino Lippi. Obraz Vize sv. Bernarda z roku 1490 se vyznačuje typickým klasicizujícím stylem Peruginových děl 90. let 15. století. Perspektivní průhledy skrz oblouky směřují k harmonické idyle. Omezená paleta barev a chvějivé obrysy postav řadí obraz mezi jeho mistrovská díla.
Roku 1493 se oženil s Chiarou Fancelli, dcerou architekta Lucy Fancelliho. Díky jejímu věnu si zřídil ateliér ve Florencii, kde tvořil přibližně do 1495. V této době provádí svá nejznámější florentská díla – oltářní obraz Oplakávání pro klarisky z kláštera Santa Chiara nebo monumentální fresku Ukřižování v kapitulní síni kostela Santa Maria Maddalena dei Pazzi, která je dokladem Peruginova mistrovského ovládnutí perspektivy.

### Orvieto
V katedrále v Orvietu měl v kapli San Brizio dokončit fresky, které započal Fra Angelico. Zakázku však neprovedl a následně byl dokončením pověřen Luca Signorelli. Místo toho Perugino odcestoval do Říma, kde přijal několik zakázek pro kardinála Giuliana della Rovere (budoucího papeže Julia II.). Jednalo se o oltářní obraz Narození Páně, které se však v provedení jeví téměř archaicky.

### Benátky
Peruginova pověst byla značně vysoká i mimo Řím, proto byl roku 1494 pozván do Benátek k výzdobě Sala del Gran Consiglio v Dóžecím paláci. Obdržel částku 400 dukátů, ale od zakázky ustoupil a výzdoby se ujal až o dvacet let později Tizian.

### Perugia
V druhé polovině 90. let 15. století se politická a ekonomická situace ve Florencii výrazně změnila, proto Perugino přesunul svou aktivitu převážně do Perugie, kde byl zahrnován zakázkami. Roku 1495 podepsal smlouvu na polyptych Nanebevstoupení do kostela San Pietro. V době své plné umělecké zralosti si založil další dílnu v Perugii, která přijímala nejrůznější druhy zakázek, stala se však kvůli své komerčnosti terčem Vasariho kritiky.
Roku 1496 získal Perugino svou nejvýznamnější zakázku, výzdobu audienčního sálu v Collegio del Cambio v Perugii. Výzdobný program pochází od peruginského učence Francesca Maturanzia, který je také autorem dvouverší doprovázejících fresky. Sál je rozdělen do pěti klenutých ploch. Na dvou jsou zobrazeni význační muži starověku – v každém poli se nachází skupina šesti mužů, tvořená čtyřmi Římany a dvěma Řeky. V první lunetě jsou vyobrazeni osobnosti Fabius Maximus, Sokrates, Numa Pompilius, Furius Camillus, Pittacus a Traján, nad nimi se nachází personifikace dvou z kardinálních ctností Mírnost a Spravedlnost označené nápisovými destičkami s latinským dvojverším. V druhé lunetě skupinu tvoří Lucius Sicinius, Leonidas, Horatius Cocles, Publius Scipio, Perikles a Quintus Cincinnatus, nad nimi trůní personifikace Statečnosti a Mírnosti. Uspořádání slavných osobností převzal od Domenica Ghirlandaia.
Mezi lunetami se nachází Peruginův autoportrét s oslavným dvojverším a letopočtem. Umístění na pilíři mezi vzory starověku ukazuje, že je Perugino hrdý na své úspěchy a rád by se připojil mezi slavné osobnosti.
V dalších dvou lunetách na zadní stěně jsou vyobrazeny křesťanské scény Narození s klaněním pastýřů a Proměnění Páně. V páté lunetě se nachází skupina šesti proroků a šesti Sibyl s nápisovými páskami, nad nimi je v gloriole zobrazen Bůh otec obklopený anděly. Nástropní freska zobrazuje římské bohy planet a znamení zvěrokruhu.

### Závěr tvorby
Kolem roku 1500 Perugino patřil mezi nejlepší malířské mistry v Itálii, avšak jeho umělecké kvality a invenčnost začaly postupně upadat do rutinního provedení a jeho díla se stávala archaickými.
Papež Julius II. mu spolu s dalšími umělci roku 1508 zadal výzdobu nových apartmá ve Vatikánu, tzv. Stanzí, které byly ale záhy přemalovány Raffaelem. Zachovala se pouze nástropní freska v Sala dell’Incendio, pro kterou se inspiroval u raně křesťanských mozaik. Pro neapolského kardinála Oliviera Carafu namaloval obraz Nanebevzetí Panny Marie se sv. Januariem a donátorem. Perugino zemřel na mor během prací na freskách ve Fontignano.

## Charakter umělce

### Osobnost
Ve Florencii se stal členem dvou významných uměleckých cechů Compagnia di San Luca a Arti de’Medici e Speziali. Často zastával roli poradce v různých uměleckých záležitostech (např. při umístění Michelangelova Davida). Perugino žil okázalým způsobem a z korespondence s Isabellou d’Este lze vyčíst jeho přehnané sebevědomí. Svou profesionalitu demonstroval spíše velkým počtem zakázek než invenčností.

### Malířský styl
V Peruginově tvorbě je patrný rozdíl mezi díly tvořenými ve Florencii a v Perugii. Je zřejmé, že svůj styl uzpůsobil prostředí a vkusu místa, ve kterém tvořil. V perugijských obrazech užívá výraznou modelaci postav a světelné barvy typické pro umbrijský styl, zatímco v dílech z Florencie se uchyluje k tlumené barevné paletě a pulsujícím tahům štětce. Odlišnosti lze pravděpodobně přičíst rozdílným pomocníkům v dílnách. Ve Florencii patřili k jeho nejvýznamnějším žákům Raffael, Pinturicchio, Rocco Zoppo, Roberto da Montevarchi, Gerino da Pistoa a Bacchiacco, v Perugii pro něj pracovali Giovanni Spagna, Andrea d’Assisi, Eusebio San Giorgio a Giovan Battista Caporali.

### Vztah k náboženství
Perugino byl spisovateli často kritizován pro svůj povrchní vztah k náboženství. Vasari uvádí, že Perugino nevěřil v nesmrtelnost duše.

### Kritika díla
Peruginova práce byla žádána nejen v Itálii, ale i ve Francii, Španělsku a dalších zemích. Přijímal značné množství zakázek, které nemohl sám provádět, proto jejich realizací pověřoval dílnu, což vedlo k poklesu jeho stylu. Byl kritizován za opakování kompozičních schémat ze svých předchozích obrazů.

## Seznam vybraných děl
- Klanění Tří králů, 1472–1476, tempera, 241×180 cm, Galleria Nazionale dell’Umbria, Perugia
- Odevzdání klíčů sv. Petrovi, 1481–1482, freska, 335×550 cm, Sixtinská kaple, Vatikán
- Pieta, 1483–1495, olej na desce, 168×176 cm, Galleria degli Uffizi, Florencie
- Portrét Lorenza di Credi, 1488, olej na desce přenesen na plátno, 44×30,5 cm, National Gallery of Art, Washington
- Zvěstování, 1488–1490, olej na desce, 212×172 cm, kostel Santa Maria Nuova, Fano
- Apollon a Dafné, 1490–1492, olej na desce, 39×29 cm, Musée du Louvre, Paříž
- Vize sv. Bernarda, 1493, olej na desce, 173×170 cm, Alte Pinakothek, Mnichov
- Sv. Šebestián, 1493–1494, olej a tempera na desce, 53,8×39,5 cm, Ermitáž, Petrohrad
- Ukřižování, 1494–1496, freska, 480×812 cm, kostel Santa Maria Maddalena dei Pazzi, Florencie
- Oplakávání, 1495, olej na desce, 214×195 cm, Galleria Palatina, Palazzo Pitti, Florencie
- Výzdoba Audienčního sálu, fresky, 1497–1500, Collegio del Cambio, Perugia
- Oltář z Vallombrosy, 1500, olej na desce, 415×246 cm, Galleria dell’Accademia, Florencie
- Boj mezi Láskou a Cudností, 1503, tempera na plátně, 160×191 cm, pro studio Isabelly d’Este, Musée du Louvre, Paříž
- Sňatek Panny Marie, 1501–1504, olej na desce, 234×186 cm, Musée des Beaux-Arts, Caen
- Klanění Tří králů, 1504, olej na desce, Oratorio dei Bianchi, Città della Pieve
- Polyptych Zvěstování, započal Filippino Lippi, 1504, olej na desce, Galleria dell’Accademia, Florencie
- Strop Sala dell’Incendio, 1508, freska, Vatikánská muzea, Řím
- Madona mezi anděly a svatými Gervasiem, Protasiem, Petrem a Pavlem, 1514, olej na desce, hlavní oltář dómu, Città della Pieve

## Galerie

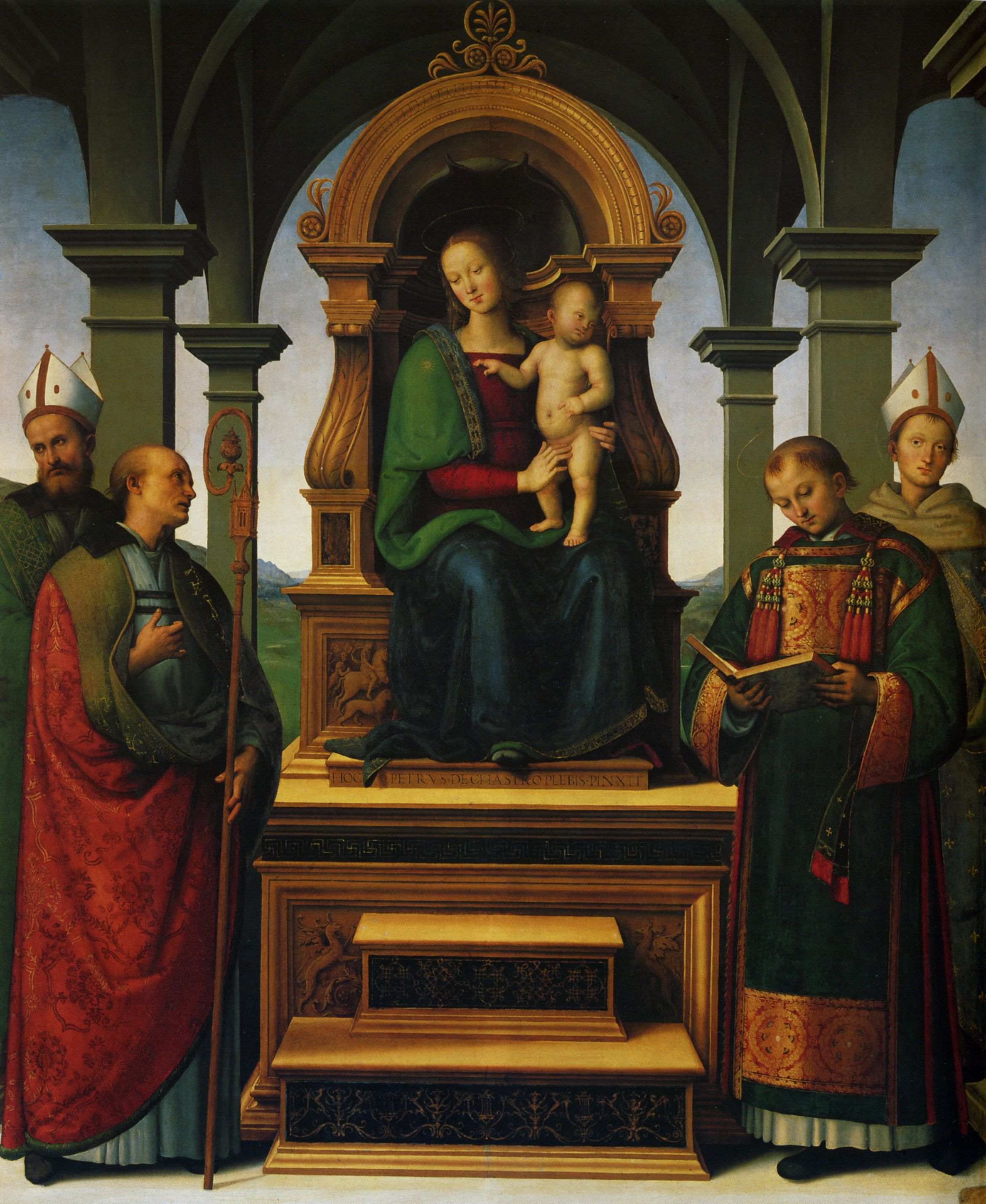
Pala dei Decemviri, 1495
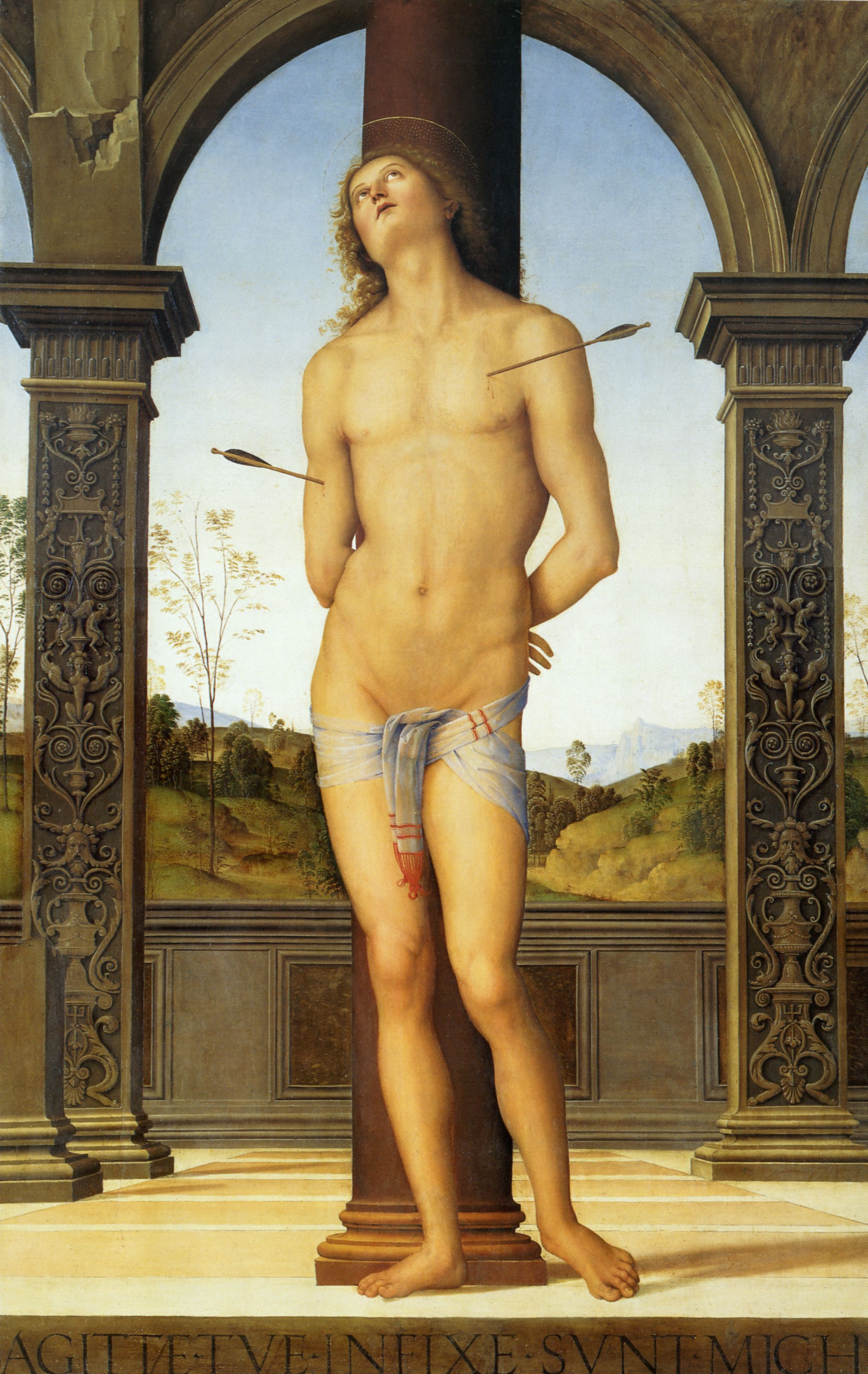
Sv. Šebestián, kolem 1490
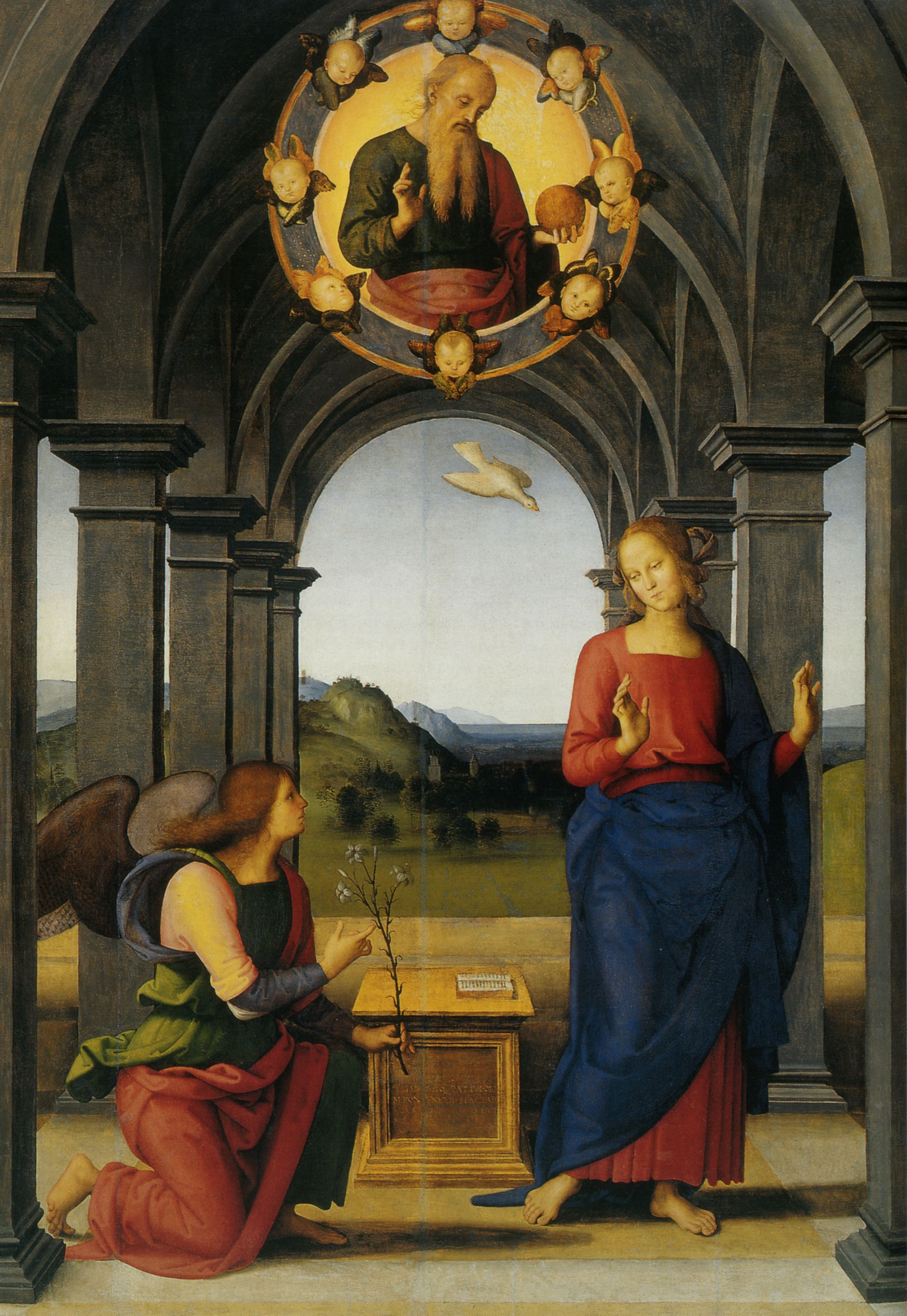
Zvěstování, kolem 1489
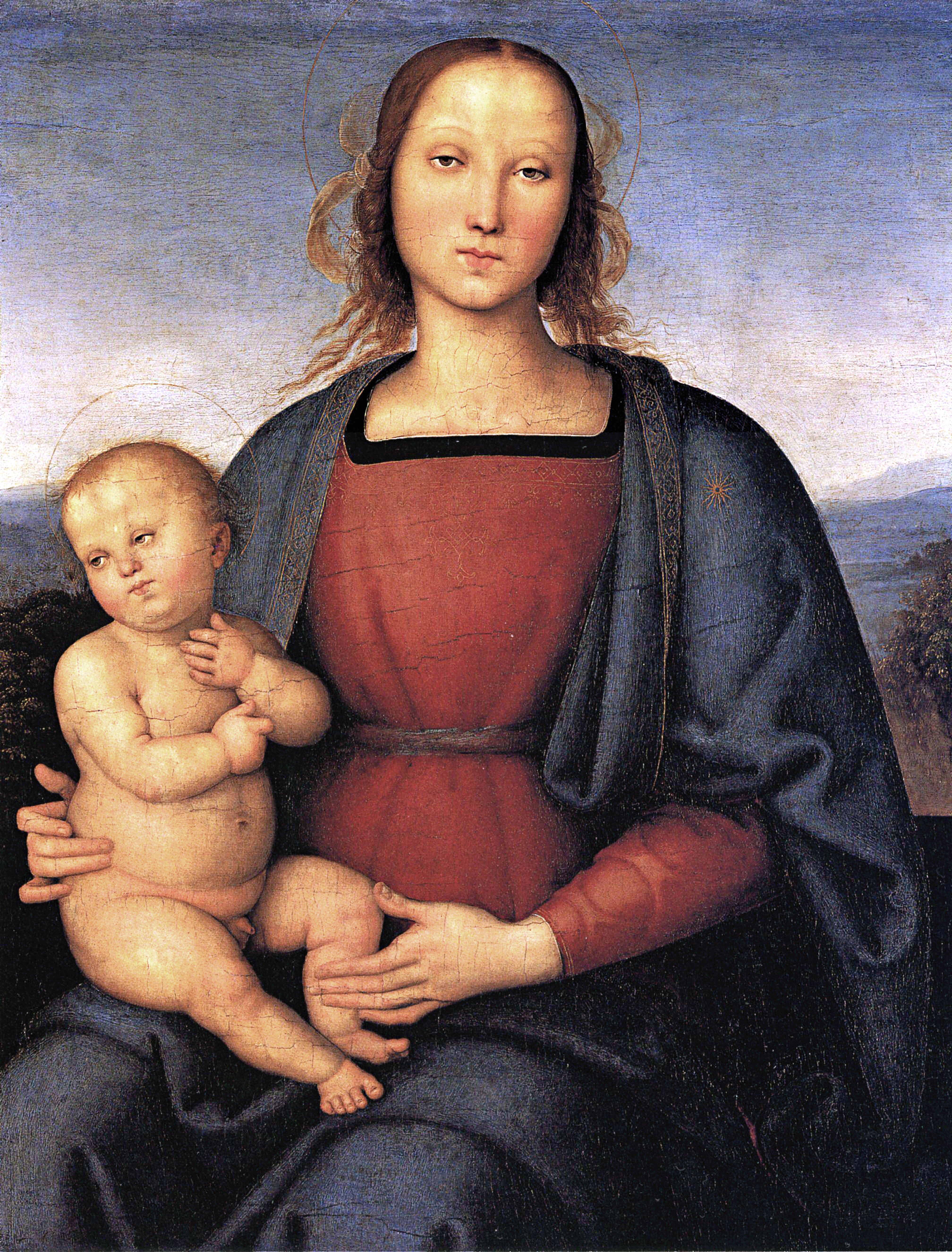
Madona s dítětem, kolem 1500
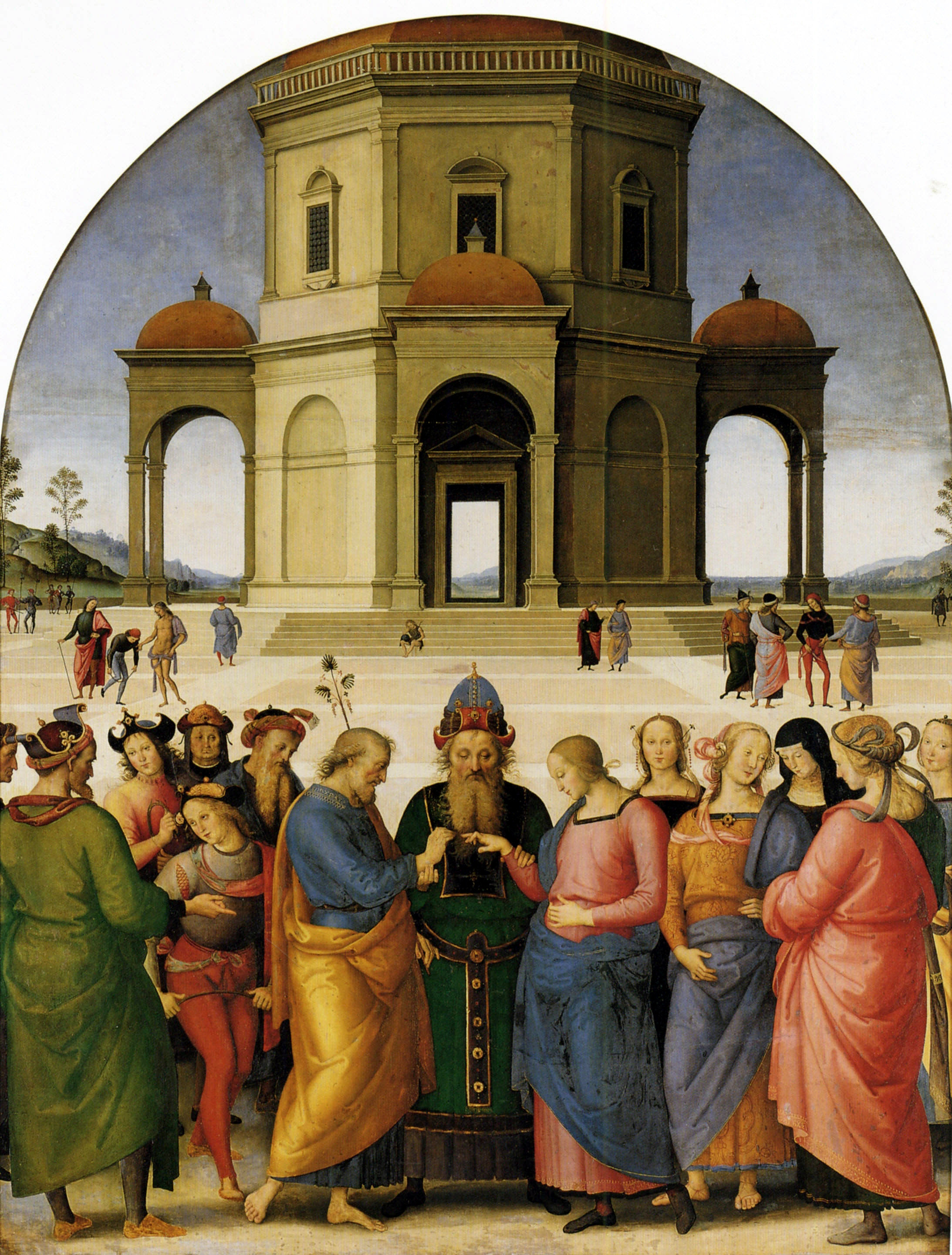
Sňatek Panny Marie, 1501
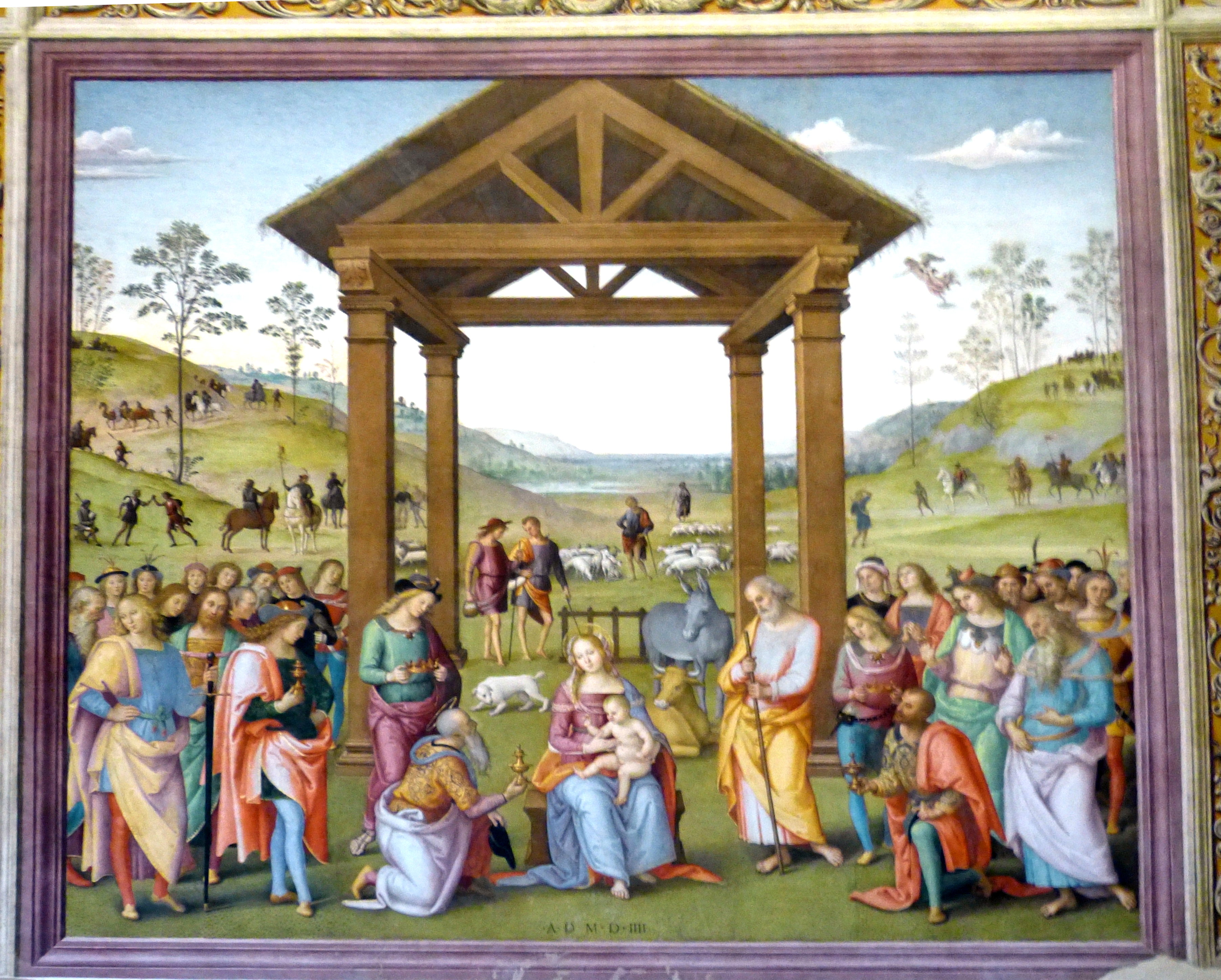
Klanění Tří králů, 1504